# Wolha Arciomienka
Wolha Ryhorauna Arciomienka (biał. Вольга Рыгораўна Арцёменка, ros. Ольга Григориевна Артёменко, Olga Grigorjewna Artiomienko; ur. 25 maja 1951 w Kopysiu) – białoruska nauczycielka, działaczka państwowa i polityk, w latach 1997–2000 członkini Rady Republiki Zgromadzenia Narodowego Republiki Białorusi I kadencji.

## Życiorys
Urodziła się 25 maja 1951 roku w osiedlu typu miejskiego Kopyś, w rejonie orszańskim obwodu witebskiego Białoruskiej SRR, ZSRR. W 1973 roku ukończyła Homelski Uniwersytet Państwowy, uzyskując wykształcenie filologa, nauczyciela języka i literatury rosyjskiej, w 1988 roku – Mińską Wyższą Szkołę Partyjną. W latach 1973–1977 była nauczycielką. W latach 1977–1991 pracowała w organach Komsomołu miasta Mozyrz, sekretarz Mozyrskiego Komitetu Miejskiego Komunistycznej Partii Białorusi. W latach 1991–1995 była starszą wykładowczynią w Mozyrskim Państwowym Instytucie Pedagogicznym. Od 1995 roku pełniła funkcję przewodniczącej Mozyrskiej Miejskiej Rady Deputowanych. 13 stycznia 1997 roku została członkinią nowo utworzonej Rady Republiki Zgromadzenia Narodowego Republiki Białorusi I kadencji. Od 22 stycznia pełniła w niej funkcję członkini Stałej Komisji ds. Polityki Regionalnej. Jej kadencja w Radzie Republiki zakończyła się 19 grudnia 2000 roku.

## Odznaczenia
- Gramota Pochwalna Zgromadzenia Narodowego Republiki Białorusi (21 czerwca 1999) – za rzetelną pracę na rzecz doskonalenia prawodawstwa i parlamentaryzmu w Republice Białorusi oraz aktywną działalność deputacką[5].

## Życie prywatne
Wolha Arciomienka jest mężatką, ma dwoje dzieci.